# انجمن زبان‌شناسی مجارستان
زبان‌شناسی مجارستان انجمنی پژوهشی در زمینه زبان‌شناسی است که در پایان جنگ جهانی دوم در کشور مجارستان و در فرهنگستان علوم مجارستان تأسیس شد. هدف نخستین شکل‌گیری این انجمن مطالعه زبان‌های مجاری و اورالی و آلتایی و نیز گویش‌شناسی مجاری بود. به مراتب فعالیت این انجمن گسترش پیدا کرد.